# Karl Konrad Grass

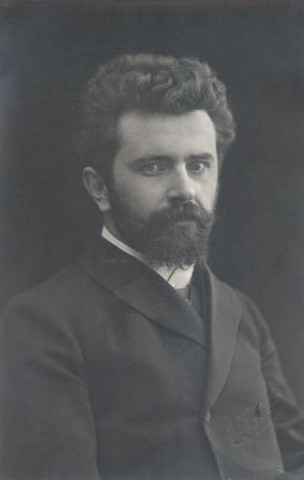
Karl Konrad Grass

Karl Konrad Grass (* 8. Apriljul. / 20. April 1870greg. in Kursiten (Kursīši), Kurland; † 25. November 1927 in Dorpat (Tartu)) war ein evangelischer Theologe, Historiker und Religionswissenschaftler, der sich um die Erforschung des östlichen Christentums, insbesondere der russischen Sekten der Chlysten und Skopzen, verdient machte.

## Leben
Er studierte 1888 bis 1892 an der Kaiserlichen Universität Dorpat. Er lehrte an der Landesuniversität Dorpat.

## Werke
- Ist der Brief an die Hebräer an Heidenchristen gerichtet? Dorpat 1892
- Das Verhalten zu Jesus nach den Forderungen der „Herrnworte“ der drei ersten Evangelien. Dissertation, Universität Jurjew (Dorpat), 1895
- Geschichte der Dogmatik in russischer Darstellung nach den in Russland gebräuchlichsten rechtgläubigen dogmatischen Lehrbüchern. 1902 (Digitalisat)
- Die geheime heilige Schrift der Skopzen (Russische Selbstverstümmler). Leidensgeschichte und Episteln des Skopzen-Erlösers Kondratij Seliwanow. Kritische Ausgabe auf Grund der russischen Drucke. Hinrichs, Leipzig 1904 (Digitalisat)
- Die russischen Sekten. 2 Bände. Hinrichs, Leipzig 1907–1914 (Nachdruck: Zentralantiquariat der DDR, Leipzig 1966)
  - Band 1: Die Gottesleute oder Chlüsten nebst Skakunen, Maljowanzü, Panijaschkowzü u. a. 1907 (Digitalisat, unvollständig)
  - Band 2 Die weissen Tauben oder Skopzen nebst Geistlichen Skopzen, Neuskopzen u. a. Mit einem Bilde des Stifters. 1914 (Digitalisat)
- Geschichte und Persönlichkeit der Skopzensekte, in: Mitteilungen und Nachrichten für die evangelische Kirche in Rußland (MNR), 63. Jg. (1910), S. 97–114
- Russische Sekten. Teil 4: Skopzen. In: Religion in Geschichte und Gegenwart. 1. Auflage, Band 5, 1913, S. 74–90
- Das Adamsspiel: Anglonormannisches Mysterium des 12. Jahrhunderts (Jeu d'Adam). Halle (Saale) 1881; Neuauflage: nexx, Villingen-Schwenningen 2015, ISBN 978-3-95870-143-4.
- (Hrsg.) Flavius Josephus: Vom jüdischen Kriege. Buch I – IV. 4 Teile in 1 Band. Hrsg. von Alexander Berendts und Konrad Grass. Hildesheim / New York, Olms 1979 (= Nachdruck der Ausgabe Dorpat 1924-1927). 1979, ISBN 3-487-06712-9 Digitalisat (der Ausgabe Dorpat)